# Zarieczenskaja
Zarieczenskaja (ros. Зареченская) – przystanek kolejowy w miejscowości Tosno, w rejonie tośnieńskim, w obwodzie leningradzkim, w Rosji. Położony jest na linii Tosno - Szapki.